# Misfits (grup musical)
|  | Aquest article tracta sobre el grup de punk rock. Si cerqueu la pel·lícula, vegeu «Vides rebels». |

Misfits és un grup estaduninenc de punk rock pioner del subgènere horror punk. Es va formar el 1977 a Lodi pel vocalista i autor de les cançons Glenn Danzig i Jerry Only, als quals s'hi afegiren el germà de Jerry Only, Doyle, i Manny Martínez.
Durant els primers sis anys, Danzig i el baixista Jerry Only foren els membres principals del grup, el qual va patir diversos canvis de formació. És en aquest període, varen treure diversos EPs i singles, amb Doyle com a guitarrista, els àlbums Walk Among Us (1982) i Earth A.D./Wolfs Blood (1983), ambdós considerats eixos fundacionals del moviment hardcore punk de primeries dels anys 80. Al llarg de la seua trajectòria han tingut diversos canvis de membres amb Jerry Only com a únic membre original del grup que ha romàs durant totes les èpoques.

## Trajectòria

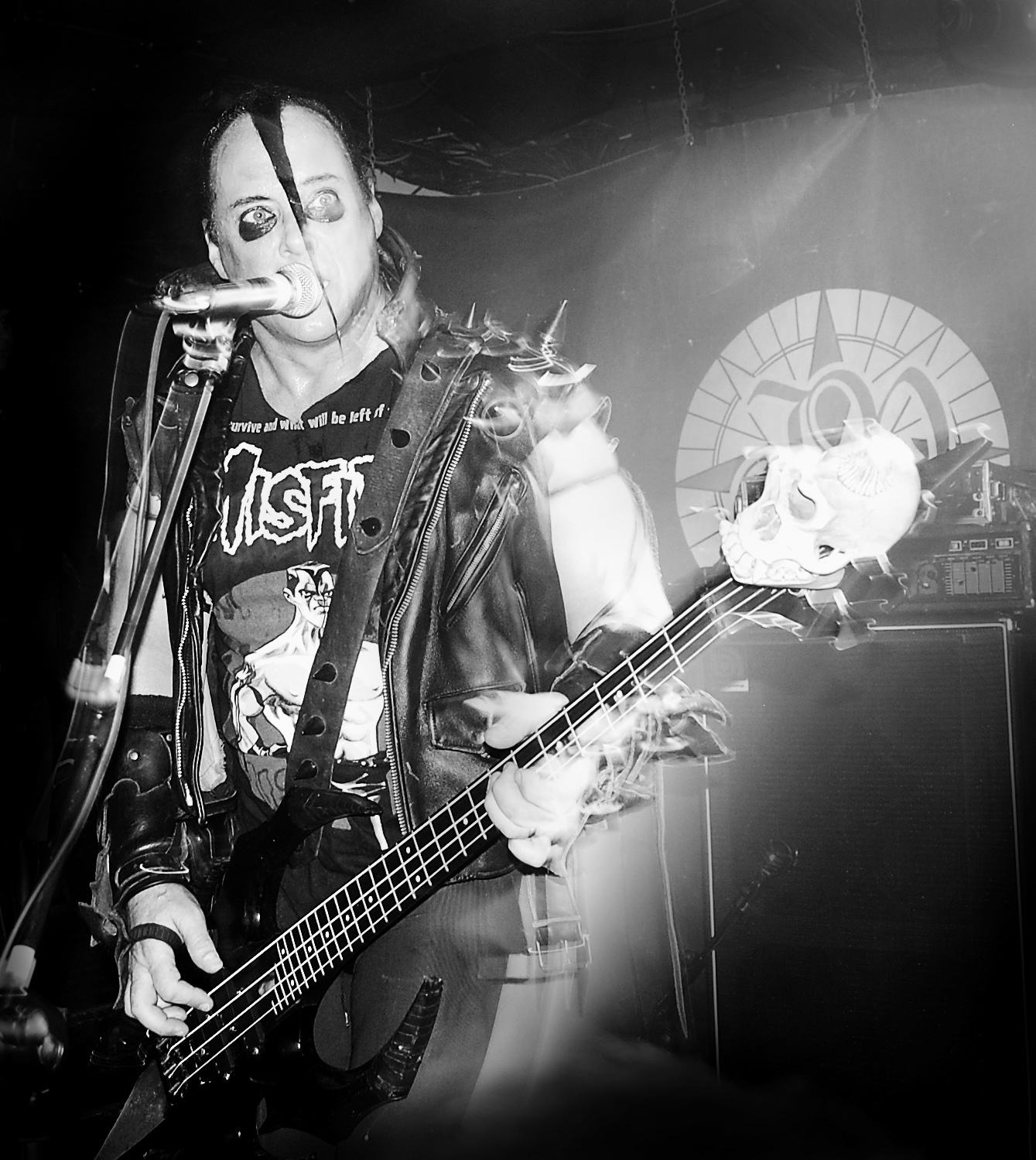
Jerry Only amb el seu pentinat característic, el devilock.

1977–1978: Formació del grup i Static Age
The Misfits varen formar-se en 1977 a Lodi, Nova Jersey, per Glenn Danzig, qui havia tingut experiències prèvies actuant amb bandes locals de versions.[4] La banda, que va prendre el seu nom de The Misfits (1961) (Vides rebels), l'última pel·lícula realitzada per Marilyn Monroe i dirigida per John Houston. El primer membre que Danzig va reclutar per a la banda fou el bateriar Mr. Jim i la baixista Diane DiPazza; no obstant això, DiPiazza mai va actuar i Mr. Jim fou reemplaçat per Manny Martínez poc després. Tots dos assajaven al garatge de Manny Martínez, amb Danzig amb un piano elèctric i Martínez a la bateria. Ben aviat el duo trobà Jerry Caiafa, que estava sortint amb una veïna de Manny Martínez i feia poc que havia rebut un baix com a regal de Nadal. Tot i que encara tenia poca experiència amb l'instrument, es va unir a la banda. Caiafa i Danzig romangueren com els únics members fixes fins a la primera dissolució del grup, l'any 1983. Al llarg de la seva trajectòria, el grup s'ha caracteritzat per les composicions inspirades en pel·lícules de terror i de ciència-ficció. Després de la primera separació, el grup es va tornar a formar el 1995 sense Glenn Danzig com a líder creatiu i Only passà a ser el líder i cantant de la banda. Els membres van ser pioners en l'escena Hardcore-punk a utilitzar el maquillatge corpse paint, influenciats per Alice Cooper i Jerry Only va ser l'inventor de l'estil de pentinat devilock.
El setembre de 2016, per primera vegada en 33 anys, Danzig, Only i Doyle es van reunir per a dos concerts al Riot Fest, juntament amb el bateria Dave Lombardo i el segon guitarrista Acey Slade. També es van ajuntar per a dos concerts de cap d'any a Las Vegas i Los Angeles el desembre de 2017. Van tocar novament al Prudential Center de Newark el 19 de maig de 2018, i el 27 d'abril de 2019 al Allstate Arena a Chicago.

## Discografia
- Walk Among Us (1982)
- Earth A.D./Wolfs Blood (1983)
- Static Age (1995)
- American Psycho (1997)
- Famous Monsters (1999)[7]
- Project 1950 (2003)[8]
- The Devil's Rain (2011)[9][10]